# マーク・フロスト
マーク・フロスト（Mark Frost, 1953年11月25日 - ）は、アメリカ合衆国の脚本家、映画監督、プロデューサーである。『ヒルストリート・ブルース』、『ツイン・ピークス』で知られる。

## 生い立ち
ニューヨークで生まれ、ロサンゼルスで育つ。
父はウォーレン・フロスト、兄弟にはスコット・フロスト、甥にはメジャーリーガーのルーカス・ジオリトがいる。

## フィルモグラフィ

### 映画
- 死霊の棲む館 Scared Stiff (1987) 脚本
- サンタリア 魔界怨霊 The Believers (1987) 脚本
- ストーリービル/秘められた街 Storyville (1992) 監督・脚本
- ツイン・ピークス/ローラ・パーマー最期の7日間 Twin Peaks: Fire Walk with Me (1992) 製作総指揮
- グレイテスト・ゲーム The Greatest Game Ever Played (2005) 脚本・製作
- ファンタスティック・フォー ［超能力ユニット］ Fantastic Four (2005) 脚本
- ファンタスティック・フォー:銀河の危機 Fantastic Four: Rise of the Silver Surfer (2007) 脚本・原案

### テレビシリーズ
- ヒルストリート・ブルース Hill Street Blues (1982-1985) 原案・製作総指揮、第5シーズン第16話の監督
- ツイン・ピークス Twin Peaks (1990-1991、2017) 企画・製作総指揮、第8話を監督
- オン・ジ・エアー On the Air (1992) 脚本・製作総指揮